# 山本通
山本通（やまもとどおり）は、兵庫県神戸市中央区の町名。現行行政地名は山本通一丁目から山本通五丁目。郵便番号650-0003。

## 地理
旧生田区北東部にあたる。住宅地域。異人館が保存される観光地でもある。
一丁目から三丁目および北野町界隈の地域が、明治大正期に建てられた洋風建築物（異人館）が数多く残存することから、北野町山本通（きたのちょうやまもとどおり）と一括して呼ぶことがある。
東は北から北野町、加納町、南は中山手通、西は北から諏訪山町、中山手通、北は東から北野町、神戸港地方、諏訪山町、北西で再度筋町と接する。東から順に一～五丁目が設置されている。

### 地価
住宅地の地価は、2014年（平成26年）1月1日に公表された公示地価によれば、山本通1-6-30の地点で44万6000円/m2となっている。中央区内で最も地価が高い。

## 歴史
1931年（昭和6年）から神戸区、1945年（昭和20年）より生田区、1980年（昭和55年）より中央区に属する。

## 経済

### 産業
企業
- タカハシパール

## 地域

### 施設
- 一般社団法人ひょうご部落解放・人権研究所[2]
- 神戸北野ホテル

### 団体
- 部落解放同盟兵庫県連合会[3]

## 出身・ゆかりのある人物
- 西東三鬼（俳人） - 戦中から戦後にかけて在住[4]。
- 橋本喜造（橋本汽船、龍王汽船、新興商船、堂島ビルヂング、雲仙観光ホテル各社長）[5] - 住所が山本通[5]。
- 橋本喜久雄（龍王汽船、新興商船各代表）[6] - 橋本喜造の長男[6]。